# Плавні

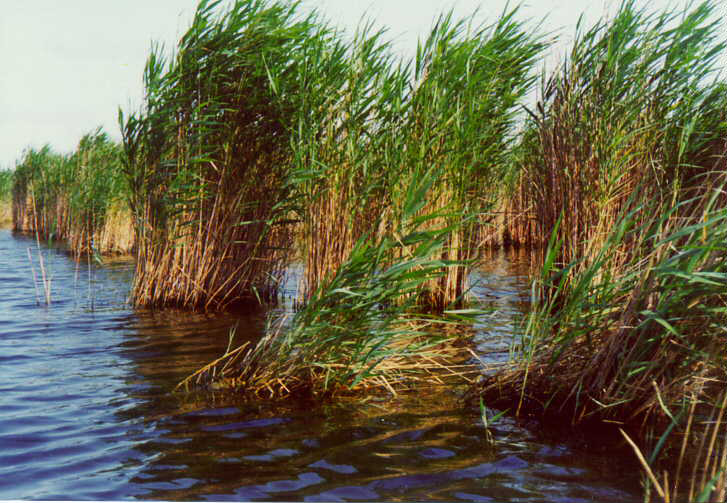
Типовий ландшафт плавнів

Пла́вні — заболочені чи підтоплені ділянки річок неподалік від гирла, вкриті важкопрохідними заростями вологолюбної рослинності. 
Загалом, плавні —  тимчасовий перехідний ландшафт — якщо нема сторонніх втручань, то плавні швидко демонструють сукцесію від розрідженої порості молодого очерету та супутніх видів, за кілька проміжних стадій, у напрямку розвитку дедалі більш суходільного біотопу. З розвитком та старінням плавневих ділянок у них накопичується великий шар неперегнилих рослинних решток, що поступово виходить з-під рівня води і слугує первинним ґрунтом, на котрому з'являються перші кущі та дерева. Більша частина плавнів у заплавах та дельтах річок, але можуть вони виникати й просто на дуже зволожених понижених ділянках місцевості. 
Більшість рослин, характерних для плавнів Європи, належать до родів Очерет (Phragmites) та Рогіз (Scirpus). 
Останніми роками штучні плавневі ділянки використовуються для очищення стічних вод: вода, що проходить крізь плавні, завдяки потужній кореневій системі цієї рослинної спільноти, дуже швидко очищується від надлишків мінеральних речовин (особливо азото- та фосфоромістких), а також від мікроорганізмів. 

## Галерея

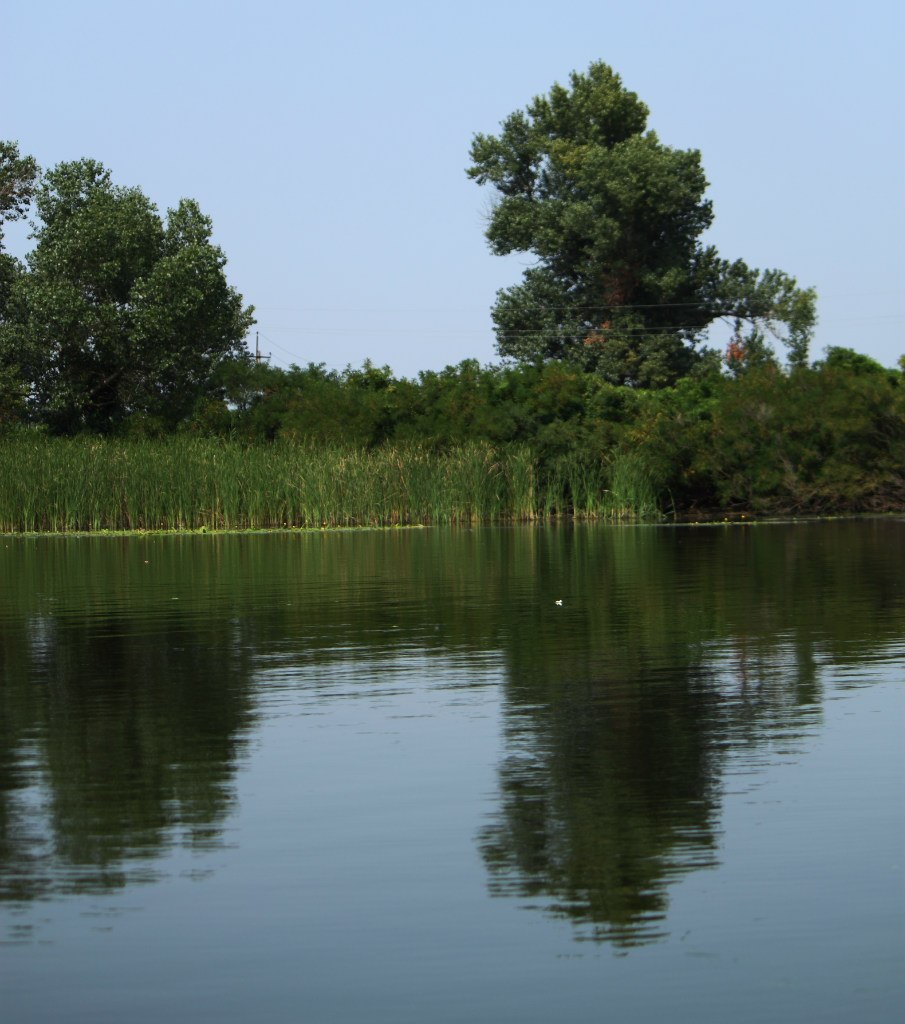
Дніпровські плавні
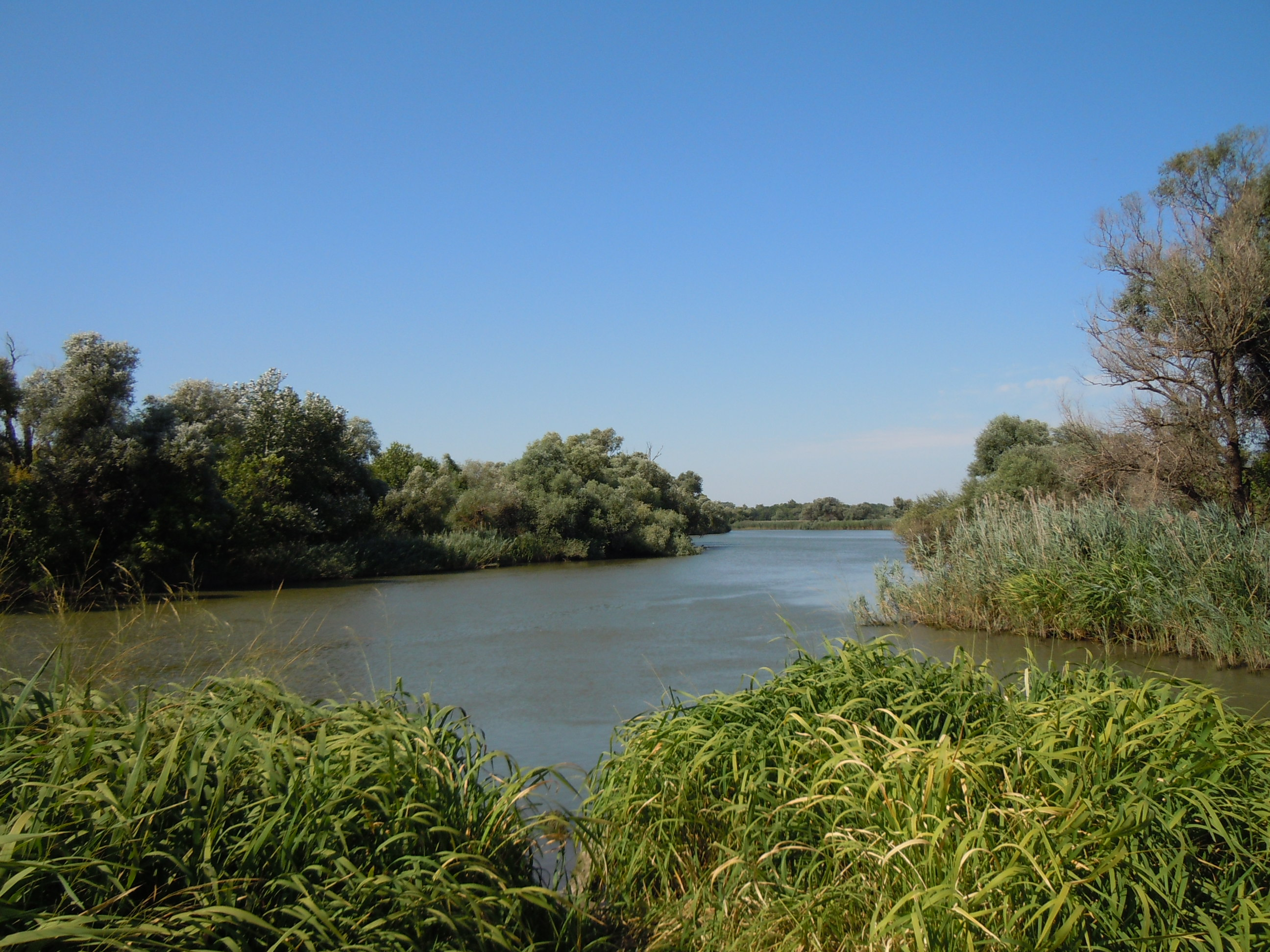
Дністровські плавні
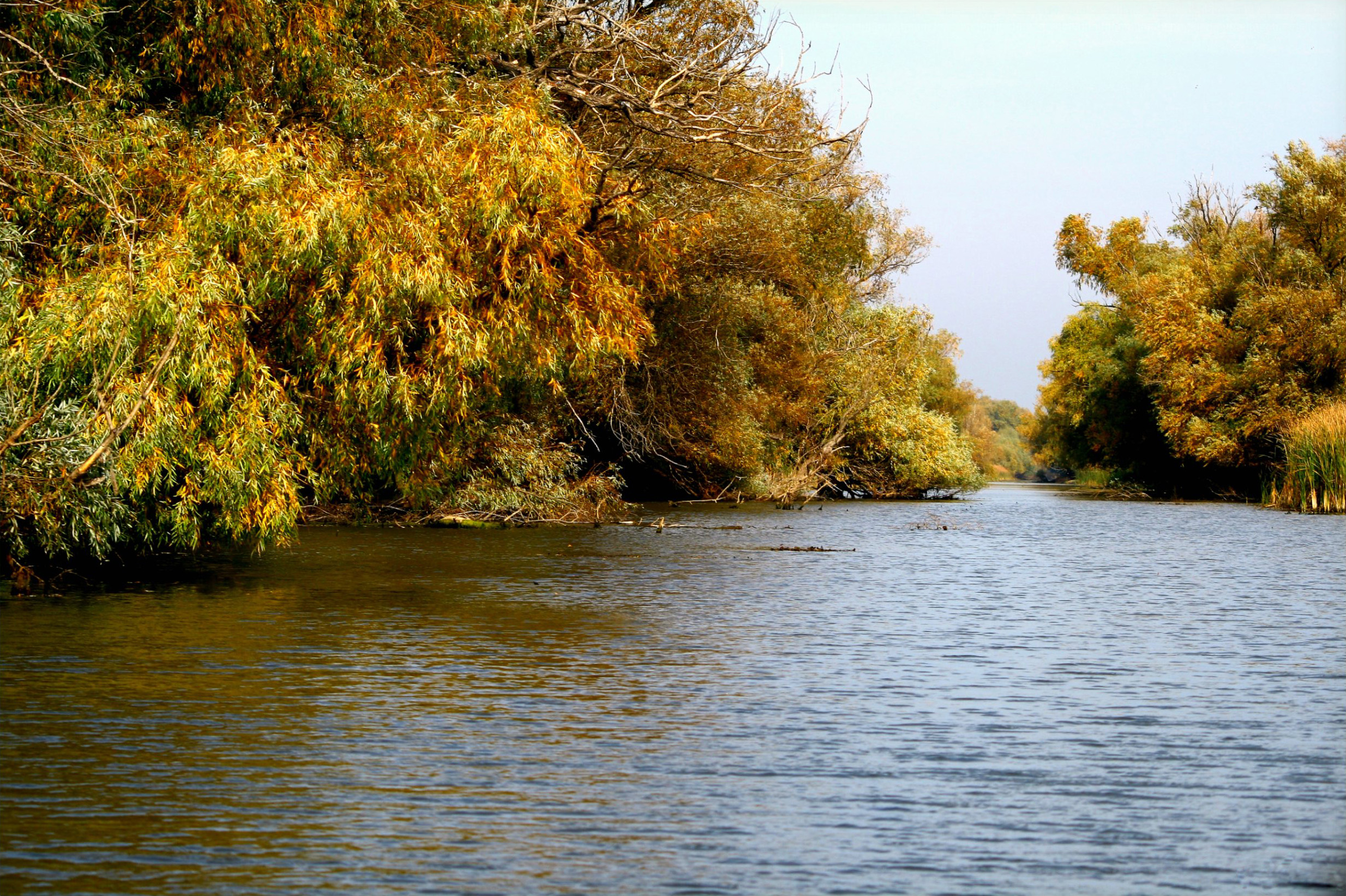
Дунайські плавні

## Джерело
- Географічна енциклопедія України : [у 3 т.] / редкол.: О. М. Маринич (відповід. ред.) та ін. — К., 1989—1993. — 33 000 екз. — ISBN 5-88500-015-8.